# Djembe
Djembe er en tromme, et musikinstrument indenfor slagtøjsfamilien.
Kroppen er lavet af træ og skindet er gerne af ged, hvor hårene er skrabet af. Kroppen består af to hovedformer, hvor den øverste del er større end den nederste. Den stammer oprindeligt fra Vestafrika.
Instrumentet kan spilles siddende på en stol eller lignende, eller ved at sidde overskrævs med trommen liggende på jorden og skindet pegende forover.
Man spiller kun med hænderne og benytter hovedsageligt tre forskellige slag:
- Med flad hånd på midten af skinnet (udtales "gung").
- Med de to yderste led på fingrene med fingrene samlet mod den yderste del af skindet (håndfladen træffer kanten på trommen hvor trommen er nærmest den som spiller) (udtales "gå"/"då").
- Med ringe- og langefinger som slåes/"kastes" sidevejs mod kanten af trommen på højre eller venstre side (åbne fingre bortset fra ringe- og langefinger som holdes sammen, slaget træffer trommen med den siden af ringefingeren som vender mod lillefingeren) (udtales "pa"/"ta").